# James Bradford
James Edward "Jim" Bradford, född 1 november 1928 i Washington, D.C., död 13 september 2013 i Silver Spring, var en amerikansk tyngdlyftare.
Bradford blev olympisk silvermedaljör i +90-kilosklassen i tyngdlyftning vid sommarspelen 1952 i Helsingfors.